# 벤 라이블리
에드워드 베넷 라이블리(Edward Bennett Lively, 1992년 3월 5일 ~ )는 미국의 야구 선수이자, 현 메이저 리그 클리블랜드 가디언스의 투수이다.

## 미국 프로야구 시절
2017년에 필라델피아 필리스에 입단하였다.

## 한국 프로야구 시절

### 삼성 라이온즈시절
2019년 8월에 덱 맥과이어를 대체할 투수로 영입되었다. 9경기에 등판해 4승 4패, 3.95의 평균자책점을 기록했고, 시즌 후 재계약에 성공했다. 어깨 부상이 장기화되며 2021년 6월 2일에 방출됐다. 그의 대체 용병으로는 마이크 몽고메리가 영입됐다.

## 미국 프로야구 복귀
2022년에 신시내티 레즈와 스프링 캠프 초청권을 포함한 마이너 계약을 했다.
2023년에 클리블랜드 가디언스와 1년 75만 달러의 계약을 체결했다.